# 지엥비체

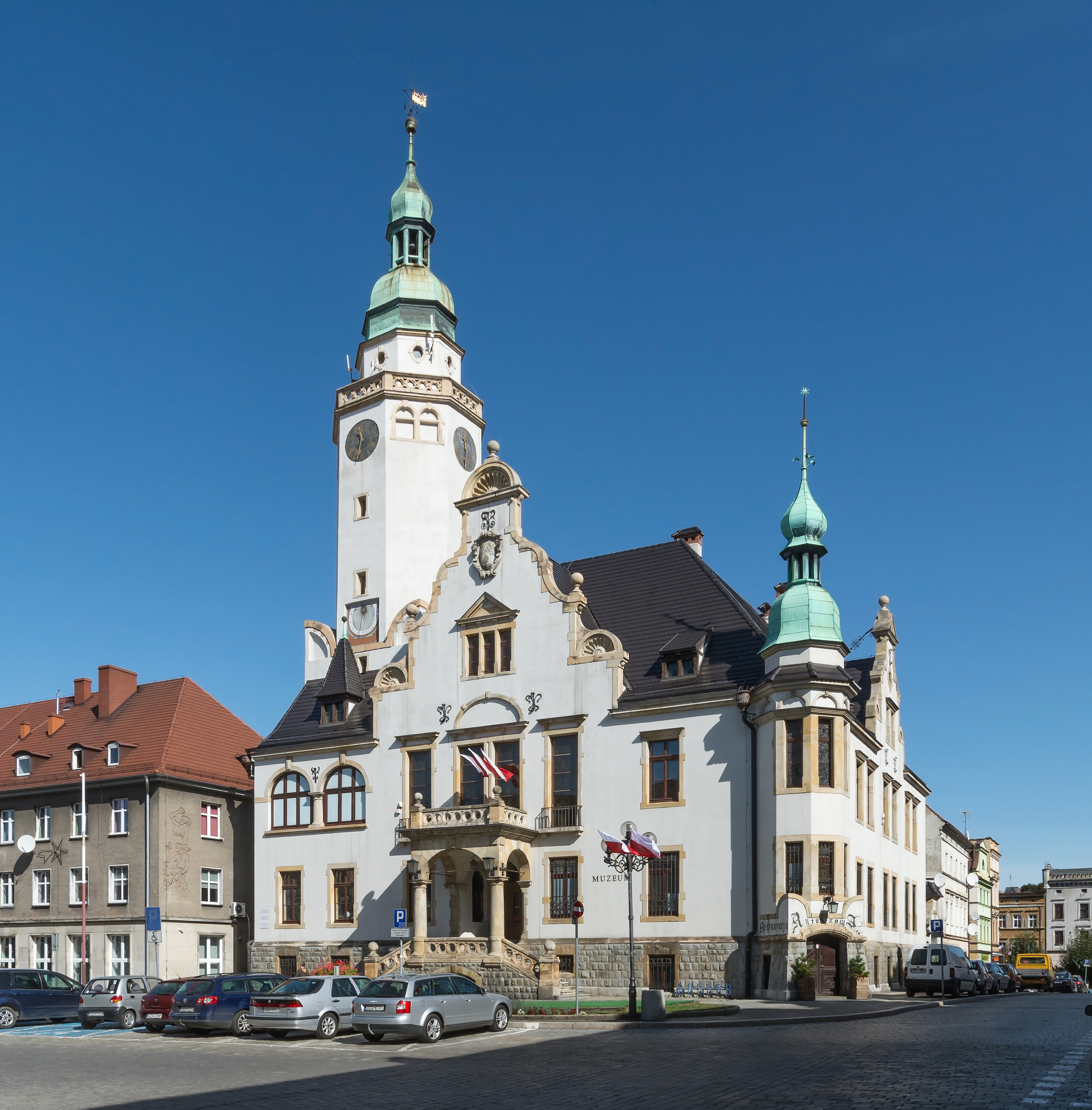
지엥비체 시청

지엥비체(폴란드어: Ziębice, 독일어: Münsterberg 뮌스터베르크[*])는 폴란드 남서부 돌니실롱스크주에 위치한 도시로 면적은 15.07km2, 인구는 9,234명(2006년 기준), 인구 밀도는 610명/km2이다. 돌니실롱스크주의 주도인 브로츠와프에서 남쪽으로 59km 정도 떨어진 곳에 위치한다.
1234년 문헌에 처음 등장했으며 1253년에는 독일의 도시법에 따른 도시 지위를 부여받았다. 1321년에는 뮌스터베르크 공작령에 자유 선거권이 부여되었고 1336년에는 보헤미아 왕국의 영지가 되었다. 1791년부터 프로이센 왕국의 지배를 받았고 1945년에 제2차 세계 대전의 종전과 함께 폴란드에 편입되었다.

시기
시 문장